# Monochamus atrocoeruleogriseus
Monochamus atrocoeruleogriseus là một loài bọ cánh cứng trong họ Cerambycidae.